# Anna Patterson
Pour les articles homonymes, voir Patterson.
Anna Patterson est une ingénieure logiciel, vice-présidente de l'ingénierie chez Google, ayant contribué de manière majeure aux domaines des moteurs de recherche et de l'intelligence artificielle. Elle a cofondé Cuil ainsi que d'autres entreprises.

## Éducation
Patterson reçoit sa licence d'informatique et celle de génie électrique de l'Université de Washington. Elle passe son doctorat à l'Université de l'Illinois à Urbana – Champaign et travaille ensuite comme chercheuse à l'Université de Stanford (San Francisco) en intelligence artificielle, notamment en collaboration avec John McCarthy sur le Phenomenal Data Mining et avec Carolyn Talcott sur les démonstrateurs de théorèmes.

## Carrière
Engagée par Google sur le projet d'OS mobile Android, Patterson est responsable d'une division de Google Play incluant la gestion des Livres et Recherche, Recommandations et Infrastructure afin de planifier la forte croissance d'Android, passant de 40 millions de téléphones à plus de 800 millions de téléphones.
Elle co-fonde Cuil, un moteur de recherche basé sur le clustering (qu'elle a créé après avoir quitté Google en 2007) et a écrit Recall.archive.org (qui fait partie de Wayback Machine ), un moteur de recherche basé sur l'historique des pages de l'Internet Archive, permettant de mettre en évidence les tendances émergentes au fil du temps.

## Distinctions
Patterson est lauréate du prix ABIE 2016, du fait de ses contributions majeures aux moteurs de recherche. En 2017 elle est la fondatrice et Directrice Associée chez Gradient Ventures et vice-présidente de l'ingénierie chez Google. Elle siège également au conseil d'administration de Square Inc. Elle était auparavant administratrice au Harvey Mudd College, au Mathematical Sciences Research Institute et au National Engineering Council de l'Université de Washington à St. Louis.